# Chokeslam

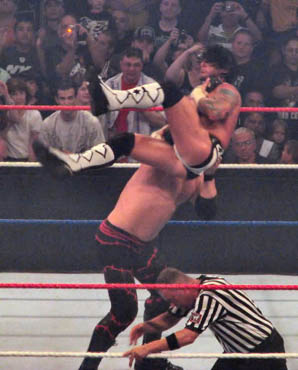
Kane effettua una chokeslam su CM Punk

La chokeslam è una particolare tipologia di mossa nel mondo del wrestling. Si esegue portando una mano al collo dell'avversario (in inglese choke significa "soffocare"), spostando il braccio più vicino di questo sulla propria spalla e poi sollevando il malcapitato, aiutandosi anche con l'altra mano per poi scaraventarlo al tappeto con una spinta.
È una manovra tipica di wrestler di grosse dimensioni e di grosso peso.

## Varianti

### Back drop chokeslam
È una chokeslam "ibrida" che nasce dalla fusione con un back drop: si carica l'avversario in posizione come in un back drop, ma prima di schiantarlo a terra lo si prende per la gola con la mano libera.

### Chokebreaker
Il wrestler esegue la mossa stando in piedi e leggermente a sinistra dell'avversario che la subisce. Il wrestler quindi afferra la gola e il fianco dell'avversario, sollevandolo in aria come se stesse eseguendo una chokeslam. Tuttavia il wrestler, mentre si appresta a portare al tappeto l'avversario, si inginocchia protendendo un ginocchio in avanti e facendo impattare la schiena dell'avversario su di esso.

### Pop up Chokeslam
Consiste nel sollevamento in aria con movimento Pop-up per poi colpire l'avversario con una normale Chokeslam.

### Reverse chokeslam
L'esecutore solleva l'avversario afferrandolo per la parte posteriore del collo e lo getta a terra di pancia.

### Super chokeslam o turnbuckle chokeslam
Come dice il nome, è una normale chokeslam eseguita con l'avversario posizionato sul paletto.

### Back Suplex Chokeslam
In questo chokeslam elevato, innovato da Akira Taue , il lottatore sta dietro l'avversario, mette la testa sotto una delle braccia dell'avversario e lo solleva sulla sua spalla. Il lottatore quindi spinge l'avversario verso l'alto, si gira di 180° e afferra la gola del nemico che cade, spingendolo prima indietro sul tappeto.

### Fireman'S Carry Chokeslam
In questa variante del chokeslam, un lottatore tiene il suo avversario in una posizione di trasporto da vigile del fuoco. Successivamente, passano a un chokeslam. Questa mossa viene talvolta utilizzata dalle grandi superstar, ma occasionalmente viene utilizzata da alcune superstar più piccole. Shane Haste/Shane Thorne ha usato questa mossa come mossa finale durante il suo periodo in NOAH e NJPW, chiamandola "Bomb Valley Death".

### Inverted Powerslam Chokeslam
Come il chokeslam suplex verticale, ma in questa variante, il lottatore attaccante mette l'avversario in una posizione di powerbomb e lo solleva in una powerbomb invertita . Il lottatore muove il braccio attorno al collo dell'avversario, afferrandolo per la gola. Il lottatore quindi sbatte prima l'avversario sul tappeto.

### Iron Claw Slam
Questa mossa viene eseguita nello stesso stile del chokeslam , ma il lottatore afferra l'avversario con una presa ad artiglio . Erick Rowan ha usato questa mossa come mossa finale e Lars Sullivan la usa come firma. Il Great-O-Khan di NJPW attualmente lo utilizza come Eliminator , applicando a volte anche una frizione da polso per una leva extra.

### Leg-Trap Chokeslam
Noto anche come leg hook chokeslam, o Sky High Chokeslam , come soprannominato da Vader , l'attaccante inizia sollevando la gamba sinistra o destra dell'avversario da terra e la infila sotto o la aggancia al braccio mentre usa la mano libera per afferrare il collo dell'avversario. Quindi, l'attaccante solleva l'avversario in aria e lo sbatte a terra. La mossa può anche essere utilizzata come inversione rispetto a quando l'avversario tenta una qualche forma di calcio solo per far sì che l'attaccante afferri e trattenga la gamba, impostando la mossa da lì. Sono possibili anche la versione seduta e quella in ginocchio.

### Suplex Chokeslam
In questo chokeslam elevato, innovato da Akira Taue , il lottatore applica una chiusura frontale all'avversario e avvolge il braccio attorno al collo o al corpo dell'avversario. Il lottatore solleva quindi l'avversario a testa in giù, come in un suplex verticale . Il lottatore muove il braccio attorno al collo dell'avversario, afferrandolo per la gola. Il lottatore quindi sbatte prima l'avversario sul tappeto.

### Reverse Impact Chokeslam
In questa variazione il lottatore attaccante afferra la gola dell'avversario con una mano e afferra l'addome dell'avversario con la mano libera, quindi solleva l'avversario sopra la testa e lo sbatte in modo simile a un chokeslam suplex verticale.

### Two-Handed Chokeslam
Questa mossa vede un lottatore prima afferrare il collo di un avversario con entrambe le mani, quindi sollevarlo e soffocarlo prima di gettare di nuovo l'avversario sul tappeto, di solito dopo averlo soffocato. Una versione in caduta di questa mossa può vedere il lottatore attaccante cadere in avanti sul tappeto mantenendo le braccia tese, ma più spesso vedrà il lottatore cadere in posizione seduta o in ginocchio .

### Chokebomb
Conosciuto anche come sitout chokeslam a due mani e choke driver. La mossa più comune denominata chokebomb vede un lottatore attaccante afferrare il collo di un avversario con entrambe le mani e poi sollevarlo in aria. Da qui il lottatore attaccante rigettava l'avversario sul tappeto mentre cadeva in posizione seduta. Ciò vedrebbe l'avversario atterrare in una posizione in cui le sue gambe sono avvolte attorno al lottatore con la schiena e le spalle sul tappeto. Ciò consente al lottatore attaccante di sporgersi in avanti e posizionare entrambe le braccia sull'avversario per un tentativo di schienamento . Esiste una versione in caduta e di solito termina con il lottatore attaccante che blocca immediatamente l'avversario mentre continua a tenergli la gola dopo che la mossa è già stata eseguita.

### One-Handed Chokeslam
Una variante molto comune, solitamente eseguita da un lottatore più grande a uno più piccolo, questa mossa vede la consueta esecuzione del chokeslam eseguita con una sola mano sollevata dalla gola senza l'appoggio dell'altra mano che solitamente va sulla schiena.

### Sit-Out One-Handed Chokeslam
Questa variazione di un chokeslam è simile a un normale chokeslam, tuttavia, invece di rimanere in piedi, il lottatore cade in posizione seduta mentre costringe l'avversario a cadere per primo sul tappet

### Spinning Chokeslam
Il wrestler prende l'avversario per la gola tenendogli la schiena con l'altra mano, per poi fare un giro di 180° e schiantarlo a terra.